# Juan Carlos Elso
Juan Carlos Elso (La Plata, 12 de junio de 1955) es un exfutbolista y entrenador argentino a quién se lo apodaba «Superman». Se desempeñaba en la posición de guardameta.

## Trayectoria
Se inició en Club de Gimnasia y Esgrima La Plata, club en el que permaneció cinco temporadas.
En 1978 llegó a Bolivia para reforzar al Club Independiente Unificada, en el que militó por 2 años, en 1980 reforzó a San José y al año siguiente reforzó a Municipal de La Paz, en este club creció su figura como portero inamovible. 
Sus buenas actuaciones hicieron que la siguiente temporada fuera contratado por el Club Bolívar, con quién fue campeón de la Primera División 1982. El año siguiente jugó la Copa Libertadores 1983.
En sus últimos años como futbolista retornó a Argentina para atajar en General Mitre y se retiró en Defensores Unidos en 1988.
Posteriormente se graduó como entrenador de porteros, formó parte del cuerpo técnico de Víctor Hugo Andrada, con quién ascendieron a Nacional Potosí en 2008, llegando Elso a dirigir al club en la final de la Copa Simón Bolívar ante Primero de Mayo, por la suspensión de Andrada.

## Clubes

### Como jugador
| Club                          | País      | Año         |
| ----------------------------- | --------- | ----------- |
| Gimnasia y Esgrima (La Plata) | Argentina | 1970 - 1975 |
| Independiente Unificada       | Bolivia   | 1978 - 1979 |
| San José                      | Bolivia   | 1980        |
| Municipal (La Paz)            | Bolivia   | 1981        |
| Bolívar                       | Bolivia   | 1982 - 1983 |
| General Mitre                 | Argentina | 1984        |
| Maipú                         | Argentina | 1985        |
| Defensores Unidos             | Argentina | 1986 - 1988 |

## Como entrenador
| Club                                     | País    | Año  |
| ---------------------------------------- | ------- | ---- |
| Nacional Potosí (entrenador de porteros) | Bolivia | 2008 |

## Palmarés

### Como jugador
títulos nacionales
| Título           | Club    | País    | Año  |
| ---------------- | ------- | ------- | ---- |
| Primera División | Bolívar | Bolivia | 1982 |

### Como entrenador
títulos nacionales
| Título             | Club            | País    | Año  |
| ------------------ | --------------- | ------- | ---- |
| Copa Simón Bolívar | Nacional Potosí | Bolivia | 2008 |